# Alianza Internacional por la Salud

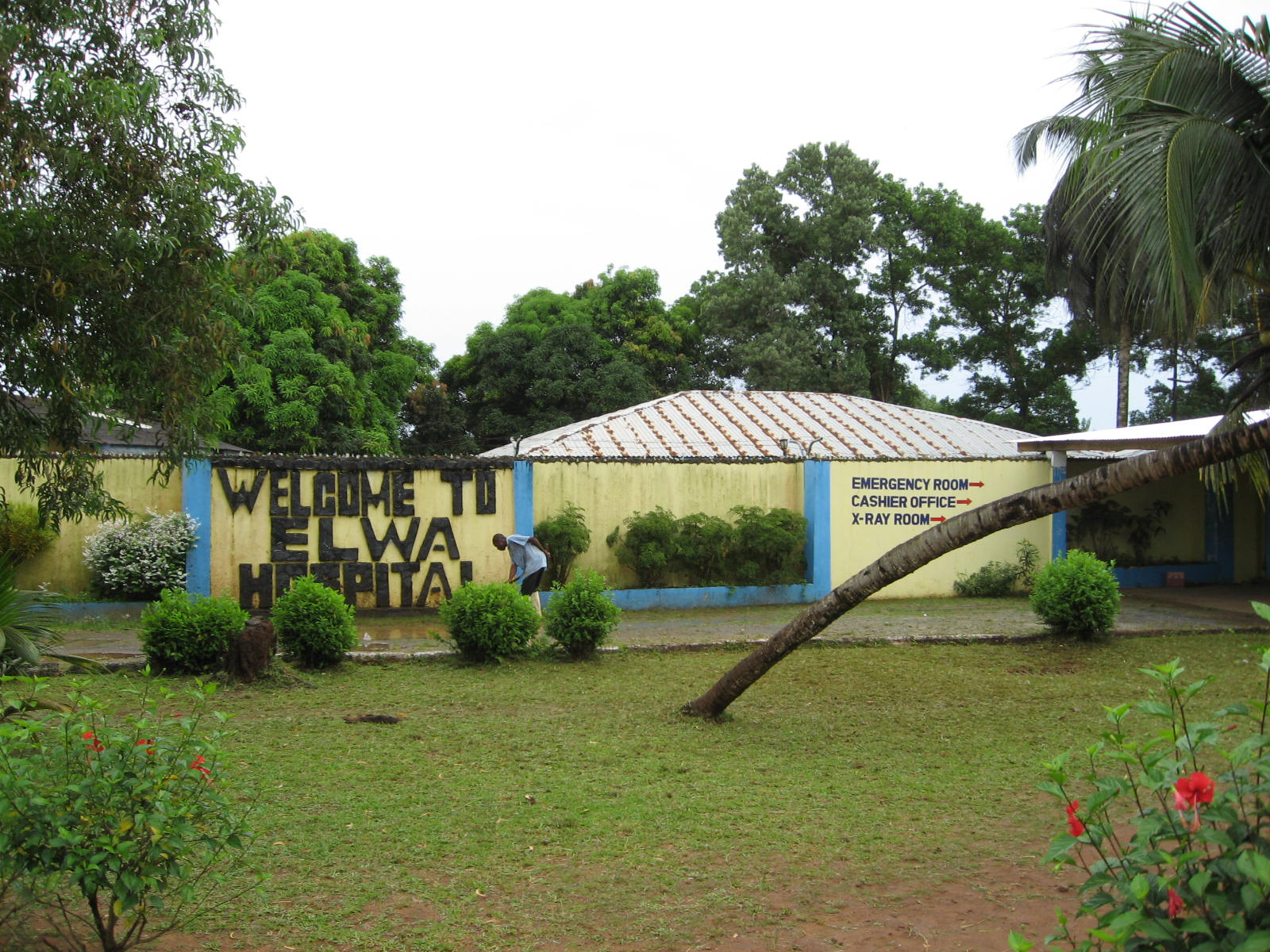
Hospital de Elwa en Liberia

La Alianza Internacional por la Salud (IHP+por sus siglas en inglés) es una agrupación de entidades comprometidas con la mejora de la salud en países en desarrollo. Se han unido a la IHP+ organizaciones internacionales, agencias bilaterales y gobiernos nacionales. Con ello se comprometen a aplicar en el sector sanitario los principios para la eficacia de la ayuda en la cooperación al desarrollo. La IHP+ consigue resultados mediante la movilización de gobiernos nacionales, agencias de desarrollo, sociedad civil y otros para apoyar una sola estrategia de salud nacional dirigida por el propio país. Un objetivo de los socios es rendirse cuentas mutuamente. La IHP+ es administrada por la Organización Mundial de la Salud y el Banco Mundial.
Un progreso más rápido hacia los resultados deseados requiere que actúen los gobiernos, la sociedad civil, el sector privado y, en particular, las organizaciones de desarrollo internacional. Las áreas más críticas para la acción de estas organizaciones se han definido como los "7 comportamientos". aprobaron estos 7 comportamientos, y se han reunido 5 veces para tratar los obstáculos que encuentran en estas 7 áreas clave. En junio de 2014 estas organizaciones se comprometieron a actuar en un área concreta: agilizar la medida de resultados y la rendición de cuentas.

## Historia y principios de la IHP+
Mejorar la salud de las poblaciones y los servicios de salud implica que gobiernos, trabajadores sanitarios, sociedad civil, parlamentarios y otros actores trabajen conjuntamente. En muchos países en desarrollo, el gasto sanitario proviene tanto de fuentes nacionales como externas. Los gobiernos en esta situación deben trabajar también con una variedad de socios de desarrollo internacional. Estos socios están aumentando en número, utilizan diferentes fuentes de financiación y tienen distintas demandas burocráticas (destino en el país del dinero que donan, resultados que se obtienen, etc.). De esta forma pueden fragmentarse los esfuerzos de desarrollo y malgastarse el dinero.
En 2005 la Declaración de París sobre la eficacia de la ayuda estableció principios para hacer la ayuda más eficaz. Estos principios incluyen propiedad, alineación, armonización, mutua rendición de cuentas y gestión por resultados. En 2011 el foro de Busan de alto nivel sobre eficacia de la ayuda marcó un cambio desde la manera tradicional de pensar en la eficacia de la ayuda hasta un planteamiento más amplio e inclusivo, un mayor énfasis en la consideración conjunta de recursos domésticos y externos, y en los resultados.
La IHP+ empezó en septiembre de 2007 a poner en práctica estos principios internacionales en el sector sanitario y a acelerar el progreso hacia los Objetivos de Desarrollo del Milenio. Desde entonces ha fomentado planificaciones sanitarias nacionales más inclusivas, procesos de valoración conjuntos (JANS por su acrónimo inglés), apoyo más unificado a los planes nacionales a través de pactos bilaterales, una plataforma de seguimiento y evaluación de cómo se aplica la estrategia, mejor rendición de cuentas mutua, mayor compromiso de la sociedad civil y armonización y alineamiento de la administración financiera . La iniciativa surgió de los desarrollos preexistentes que pretendían mejorar los resultados sanitarios y la eficacia de la ayuda, como el Foro de Alto Nivel (HLF por sus siglas en inglés) en los Objetivos de Desarrollo del Milenio (ODM) relativos a la salud, el proceso post-HLF, y el HLF sobre eficacia de la ayuda.

## Socios de la IHP+
La IHP+ tiene socios en todo el mundo: países en desarrollo, organizaciones de la sociedad civil (CSO por sus siglas en inglés) y organizaciones de desarrollo. Los 26 signatarios iniciales del Pacto global IHP+ para conseguir los ODM relativos a la salud incluían 7 países, 18 socios bilaterales y multilaterales, y la Fundación Bill y Melinda Gates. El Pacto Global es el documento fundacional de la iniciativa. Lo firman todos los nuevos socios que se unen a la IHP+. Establece los objetivos y el planteamiento de la IHP+ y contiene los compromisos colectivos e individuales de los firmantes para adherirse a los principios acordados de eficacia de la ayuda. Los firmantes acuerdan apoyar los planes de salud nacionales establecidos por los gobiernos. En junio de 2014 había 63 signatarios del Pacto Global.
Las CSO desempeñan una función importante en la IHP+ tanto a nivel nacional como mundial. A nivel nacional, la sociedad civil abarca asociaciones de pacientes, sindicatos de médicos o trabajadores sanitarios, organizaciones confesionales, organizaciones no gubernamentales (ONG), organizaciones de base comunitaria, instituciones académicas, medios de comunicación, grupos de presión, refugiados, mujeres, juventud y otros grupos desatendidos o vulnerables. A nivel mundial, la sociedad civil está incluida en los órganos de gobierno de la IHP+. El comité de dirección de la IHP+ y el grupo de referencia incluyen cada uno un representante de la sociedad civil del sur y otro de la del norte, que salen de un grupo de consultas a la sociedad civil de hasta 12 miembros, todos CSO, que trata asuntos y actividades relacionados con la IHP+. Los grupos de trabajo temáticos de la IHP+ también incluyen representantes de la sociedad civil. La IHP+ apoya asimismo un pequeño programa de donaciones para CSO del sur llamado Fondo de Acción de Política de Salud, diseñado para fortalecer su capacidad  de comprometerse más significativamente con procesos nacionales de políticas sanitarias.
Además IHP+ colabora con iniciativas relacionadas como Armonización para Salud en África (HHA por sus siglas en inglés, al igual que las siguientes), la Alianza Mundial de Personal Sanitario (GHWA), H8, Red de Métrica Sanitaria (HMN), Proporcionando Salud (P4H) y actividades de seguimiento de la Comisión de Información y Rendición de Cuentas sobre Salud Femenina e Infantil (COIA).

## Asuntos clave
IHP+ fomenta maneras inclusivas de trabajar. Gobiernos, CSO, organizaciones privadas, parlamentos y agencias internacionales de desarrollo tienen todos una función que desempeñar en el proceso. IHP+ opera en 6 áreas clave para cambiar la manera conjunta de trabajar: 
- Procesos inclusivos de planificación sanitaria y valoración conjunta (JANS por sus siglas en inglés). Son un planteamiento compartido y sistemático para evaluar las fuerzas y debilidades de una estrategia de salud nacional.
- Pactos nacionales entre gobiernos y agencias de desarrollo para la aplicación de estrategias sanitarias nacionales. Incluyen acuerdos sobre modalidades de ayuda, su administración y su seguimiento.
- Armonización con los sistemas nacionales de administración financiera y alineamiento con ellos. Se realiza a través de valoraciones conjuntas de gestión financiera y disposiciones fiduciarias conjuntas. Estas son herramientas útiles para fortalecer las administraciones nacionales y reducir los costes de transacción. También ayudan a mejorar el uso de recursos escasos, la transparencia y la rendición de cuentas.
- Seguimiento y evaluación. La IHP+ apoya el desarrollo de una plataforma nacional común para seguir y evaluar la aplicación de la estrategia sanitaria nacional.
- Mutua rendición de cuentas. Construir mejores sistemas sanitarios significa que las partes se hacen responsables, cada una ante las otras, de sus decisiones y acciones. La IHP+ fomenta una mejor rendición de cuentas al seguir el progreso en los compromisos de los socios, con indicadores basados en la Declaración de París sobre la eficacia de la ayuda.
- Compromiso de la sociedad civil. Las CSO son socios fundamentales a nivel nacional y mundial. Hacen contribuciones importantes a la planificación, la aplicación y el seguimiento de las estrategias sanitarias nacionales.

IHP+ también anima a un mayor intercambio de conocimientos sur-sur. La experiencia de trabajar con múltiples socios para lograr los mejores resultados está creciendo. IHP+ fomenta planteamientos más sistemáticos de aprendizaje dentro de un país y a través de varios países, utilizando las redes existentes cuando ello es posible.